# مقاطعة كرو وينغ (مينيسوتا)
مقاطعة كرو وينغ (بالإنجليزية: Crow Wing County)‏ هي إحدى مقاطعات ولاية مينيسوتا في الولايات المتحدة الأمريكية.

## أعلام
- روبرت غود
- كرايغ هيلا جونسون